# 阿靈頓 (紐約州)
阿靈頓（英語：Arlington）是位於美國紐約州達奇斯縣的普查規定居民點。

## 人口
根據2020年美國人口普查的數據，阿靈頓的面積為1.58平方千米，皆為陸地。當地共有人口3010人，而人口密度為每平方千米1,905.06人。